# Erwin Pollack
Heino Richard Erwin Pollack (* 9. November 1863 in Geising; † 23. November 1915 in Frankreich) war ein deutscher klassischer Philologe und Gymnasiallehrer.

## Leben
Erwin Pollack war der zweite Sohn des Arztes Ernst Pollack. Er wurde in der sächsischen Kleinstadt Geising am Erzgebirge geboren und wuchs ab 1867 in der nahegelegenen Kleinstadt Dippoldiswalde auf, wo er die Stadtschule besuchte. 1874 ging er nach Dresden zu seinen Großeltern und besuchte zunächst das Gelincksche Privatinstitut, dann die Quarta des Königlichen Gymnasiums in Dresden-Neustadt und schließlich (ab 1878) als Alumnus das Gymnasium St. Augustin in Grimma. Nach der Reifeprüfung diente Pollack als Einjährig-Freiwilliger beim Königlichen 8. Infanterie-Regiment „Prinz Johann Georg“ No. 107 in Leipzig. Sein Studium nahm er an der Universität Leipzig auf, wo ihn besonders Otto Ribbeck beeinflusste. Bei ihm wurde Pollack am 23. Juli 1890 mit der Dissertation Hippodromica promoviert. Pollack war seit seinem Studium Mitglied, später Alter Herr des Klassisch-Philologischen Vereins Leipzig im Naumburger Kartellverband.
Nach dem Staatsexamen im Mai 1891 absolvierte Pollack sein Probejahr an der Thomasschule zu Leipzig. Am 15. August 1892 ging er als Vikar an das Gymnasium St. Augustin in Grimma, wo er am 1. April 1893 zum „nichtständigen wissenschaftlichen Lehrer“ befördert wurde. Am 1. Oktober 1894 wechselte er an die Fürsten- und Landesschule St. Afra in Meißen, wo er schließlich zum Oberlehrer ernannt wurde.
Beim Ausbruch des Ersten Weltkriegs meldete sich Pollack freiwillig. Er wurde an der Westfront eingesetzt und starb am 23. November 1915 in Frankreich an Herzstillstand. Sein letzter Dienstgrad war Hauptmann der Landwehr. Er wurde mit der Landwehrdienstauszeichnung geehrt.
Neben seiner Lehrtätigkeit trat Pollack durch mehrere wissenschaftliche Schriften hervor. Er war einer der ersten Mitarbeiter von Paulys Realencyclopädie der classischen Altertumswissenschaft, für die er Dutzende archäologische Artikel lieferte. Darüber hinaus veröffentlichte er einige Aufsätze und eine Übersetzung von Xenophons Schrift Peri hippikes (im Schulprogramm der Fürstenschule St. Afra).